# 羅伯特·西姆斯

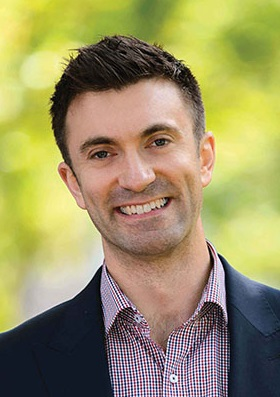

羅伯特·西姆斯（Robert Simms，1984年3月26日—）是一位澳洲政治人物，他的黨籍是澳洲綠黨。

## 生平
自2015年開始，他是代表南澳大利亞州的澳大利亞參議院議員之一。他是澳洲的五位出櫃的LGBT國會議員之一。
2016年轉戰阿德萊德市議會，2021年當選南澳立法局議員。